# Малышева, Надежда Михайловна
Наде́жда Миха́йловна Ма́лышева (1874, Выкса — 1937) — русская и советская учительница.

## Биография
Родилась в селе Выксе Ардатовского уезда Нижегородской губернии. Работала учительница в местной школе. Вступила в Российскую социал-демократическую рабочую партию. После Октябрьской революции 1917 года продолжила работу в школе. Пользовалась большим авторитетом среди учеников и их родителей. Помимо непосредственно учебного процесса, организовывала концерты художественной самодеятельности и проводила экскурсии по родному краю. В изданной в 1927 году книге «10 лет Советов в Нижегородской губернии» была включена в число десяти лучших учителей губернии.